# The Comments (phim truyền hình)
The Comments (tiếng Thái: ทุกความคิดเห็นมีฆ่า; RTGS: Thuk Khwam Khithen Mi Kha), là bộ phim truyền hình Thái Lan phát sóng năm 2021 với sự tham gia của Sarunchana Apisamaimongkol (Aye), Thitipoom Techaapaikhun (New) và Pathompong Reonchaidee (Toy).
Được đạo diễn bởi Fon Kanittha Kwunyoo và sản xuất bởi GMMTV, bộ phim được công bố vào ngày 19 tháng 5 năm 2021. Bộ phim này không nằm trong danh sách các dự án được công bố trong sự kiện "GMMTV 2021: The New Decade Begins". Bộ phim được phát sóng vào lúc 20:30 ICT, thứ Bảy và Chủ nhật, bắt đầu từ ngày ngày 23 tháng 5 năm 2021. Bộ phim kết thúc vào ngày 6 tháng 6 năm 2021.

## Nội dung
Sau cái chết của Papang, một học sinh nổi tiếng trên mạng xã hội, anh trai của cô Khan và thầy Pat tìm hiểu sâu hơn về việc cô tự tử và suy đoán rằng Papang có thể đã chết do bị bạn học của cô bắt nạt trên mạng.

## Diễn viên

### Diễn viên chính
- Sarunchana Apisamaimongkol (Aye) vai Papang
- Thitipoom Techaapaikhun (New) vai Khan
- Pathompong Reonchaidee (Toy) vai thầy Pat

### Diễn viên phụ
- Rachanun Mahawan (Film) vai Toon
- Apichaya Saejung (Ciize) vai Nan
- Harit Cheewagaroon (Sing) vai Pok
- Jennie Panhan vai Gina
- Suda Chuenjai vai cô Wimol
- Fon Tanasoontorn vai Pimpa, mẹ của Papang và Khan.
- Sukol Sasijulaka vai Wittaya
- Nepal Jitranon vai con gái của Wittaya